# Souvenir (chanson)
Pour les articles homonymes, voir Souvenir.
Singles de Orchestral Manoeuvres in the Dark
Enola Gay
(1980) Joan of Arc
(1981)
Souvenir est une chanson du groupe Orchestral Manoeuvres in the Dark (OMD) sortie en 1981 chantée par Paul Humphreys qui a interprété peu de chansons du groupe. Cette chanson a été un grand succès des années 1980. 
Le vidéo-clip est tourné avec Andy McCluskey, le principal chanteur du groupe, au volant d'une voiture cabriolet (VW Karmann Ghia) circulant sur une route de campagne et Paul Humphreys chantant dans un monument à colonnes situé dans un parc arboré (pont palladien à Stowe House).   
Elle a servi de musique d'accompagnement pour une publicité télévisuelle et radiophonique de la banque BNP Paribas en France. 
En 2022, la chanson est reprise par le groupe américain Joyce Manor sur son album 40 oz to Fresno.

## Classements
| Classement (1981-82)                   | Meilleure position |
| -------------------------------------- | ------------------ |
| Allemagne (Media Control AG)           | 39                 |
| Australie (Kent Music Report)          | 57                 |
| Belgique (Flandre Ultratop 50 Singles) | 16                 |
| Espagne (Promusicae)                   | 1                  |
| France (IFOP)                          | 8                  |
| Irlande (Irish Singles Chart)          | 9                  |
| Pays-Bas (Nederlandse Top 40)          | 29                 |
| Pays-Bas (Single Top 100)              | 38                 |
| Royaume-Uni (UK Singles Chart)         | 3                  |